# Ойотунгский национальный кочевой наслег
Ойотунгский национальный кочевой наслег или Ойотунгский национальный (кочевой) наслег — административно-территориальная единица в Аллаиховском улусе Республики Саха (Якутия) Российской Федерации. Административный центр — село Ойотунг. Относится к межселенной территории Аллаиховского улуса.

## География
Расположен на северо-востоке республики, за Северным полярным кругом, в низовьях реки Индигирка.

## История
Образован на основании постановления Президиума Верховного Совета Республики Саха (Якутия) от 16 июня 1992 года № 1024-XII путём выделения частей территорий Русско-Устьинского и Юкагирского наслегов (сельского округа) Аллаиховского улуса (района).
Постановлением Президиума Верховного Совета Республики Саха (Якутия) от 19 декабря 1992 года № 1257-XII Ойотунг зарегистрирован в составе и в качестве административного центра Ойотунгского национального кочевого наслега (сельского округа) Аллаиховского улуса (района).

## Население
Относится к месту проживания малочисленных народов Севера